# تشارلي هال (لاعب كرة قدم أمريكية)
تشارلي هال (بالإنجليزية: Charlie Hall)‏ هو لاعب كرة قدم أمريكية أمريكي، ولد في 31 مارس 1948 في Bala Cynwyd, Pennsylvania ‏ في الولايات المتحدة، وتوفي في 18 مايو 1998 في بيتسبرغ في الولايات المتحدة.

## وصلات خارجية
- تشارلي هال على موقع مرجع كرة القدم المحترفة.كوم (الإنجليزية)